# 黎肅宗
黎肅宗（越南语：／；1488年9月24日—1505年1月12日）名黎敬甫（越南语：／），又名黎㵮（越南语：／），又名黎⿰氵辜，是越南後黎朝第七任皇帝，是黎憲宗黎鏳的第三子。
黎敬甫并非长子，但因为父亲黎憲宗认为其长兄黎洵沉湎女色，二兄黎濬“幼而不德”没有继承皇位的资格，因此于景统二年（1499年）立黎敬甫为皇太子。
肅宗即位後改元泰貞，并顯露出篤志好學，親賢樂善的形象。在短短的六個月內，他釋放囚人，放出宮女，暫停不急之務，減偏重之工役，停止臣民的貢獻，節省百姓的力役，任用勲舊，親攬威權，抑戒外戚，友篤親藩，而凡經綸大經，建立大本，無所不用其極，當時時黎朝的臣民，皆拭目以觀肅宗初政，以為中國的成康文景之治將要在越南重現。可惜在位半年，不幸早歿。
他死後廟號肅宗，諡號昭義顯仁溫恭淵默惇孝允恭欽皇帝。

## 評價
《大越史記全書》：「帝篤志好學，親賢樂善，足為承平之良主，不幸早歿，惜哉」、「初帝卽位，出囚人，放宮女，停不急之務，減偏重之役，抑貢獻，省力役，任勲舊，攬威權，抑戒外戚，友篤親藩，凡經綸大經，建立大本，無所不用其極。天下臣民，皆拭目以觀初政，以為成康文景復見於今日。」